# Тюпкільди
Тюпкільди́ (рос. Тюпкильды, башк. Төпкилде) — село у складі Туймазинського району Башкортостану, Росія. Входить до складу Сайрановської сільської ради.
Населення — 209 осіб (2010; 193 у 2002).
Національний склад:
- башкири — 87 %